# Nikolaikapelle (Wien)

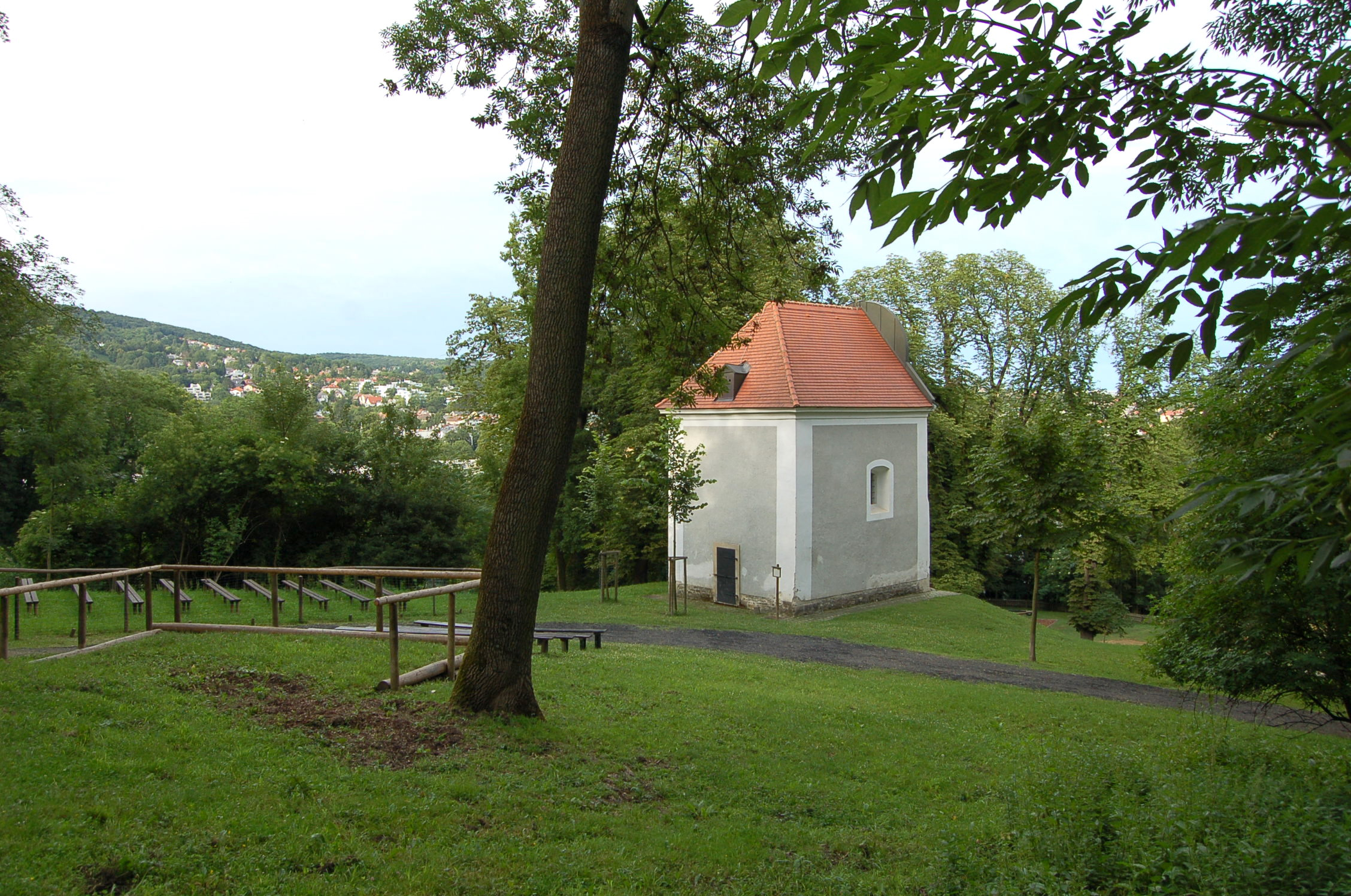
Nikolaikapelle

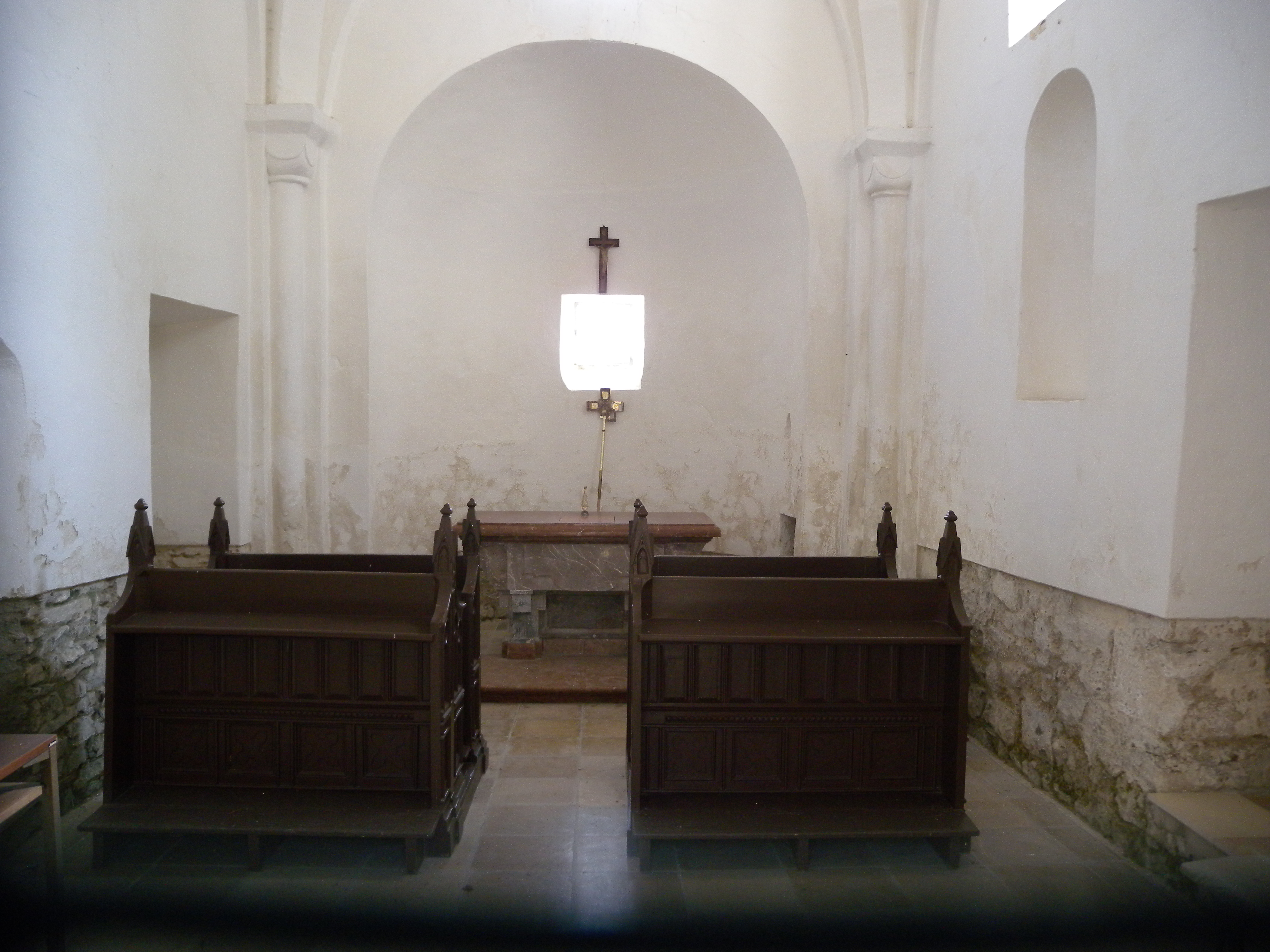
Innenraum der Nikolaikapelle

Die Nikolaikapelle ist einer der ältesten Sakralbauten Wiens. Die Kapelle ist heute dem heiligen Eustachius geweiht. Sie befindet sich im Westen der Stadt, im 13. Wiener Gemeindebezirk, Hietzing, im Lainzer Tiergarten nahe dem am Rand von Hacking liegenden Nikolaitor.

## Geschichte
Die Kapelle wurde vermutlich gegen Ende des 12. Jahrhunderts erbaut; die erste urkundliche Erwähnung stammt aus dem Jahr 1321. Aufgrund des heute noch erhaltenen Wall-Graben-Systems, in dessen Zentrum sich der Sakralbau befindet, kann berechtigt davon ausgegangen werden, dass dieser Teil einer hochmittelalterlichen Burganlage war. Die damalige Kapelle war dem heiligen Nikolaus geweiht. Nikolai ist der lateinische Genitiv des Wortes Nikolaus.
Im Jahr 1735 wurde die Kapelle renoviert, wobei drei größere Fensteröffnungen ausgebrochen wurden. Schon wenige Jahrzehnte danach wurde sie dem Verfall preisgegeben und 1787 profaniert. Im Zuge der Napoleonischen Kriege erlitt das Gebäude 1809 weitere Zerstörungen.
Seit 1833 ist das Areal mit der Kapelle nach einem Grundtausch Teil des Lainzer Tiergartens. 1835 bis 1837 wurde die Kapelle auf Veranlassung von Erzherzog Ludwig wieder instand gesetzt und erhielt dabei ihr heutiges Aussehen. Im Inneren wurde ein klassizistischer Altar aufgestellt, der aus der Josephskapelle der Hofburg stammte. Schließlich wurde sie als kaiserliche Jagdkapelle dem heiligen Eustachius geweiht.
1945 wurde die Kapelle geplündert und ist seitdem ohne Ausstattung. Die Bausubstanz wurde in den letzten Jahren restauriert.

## Architektur

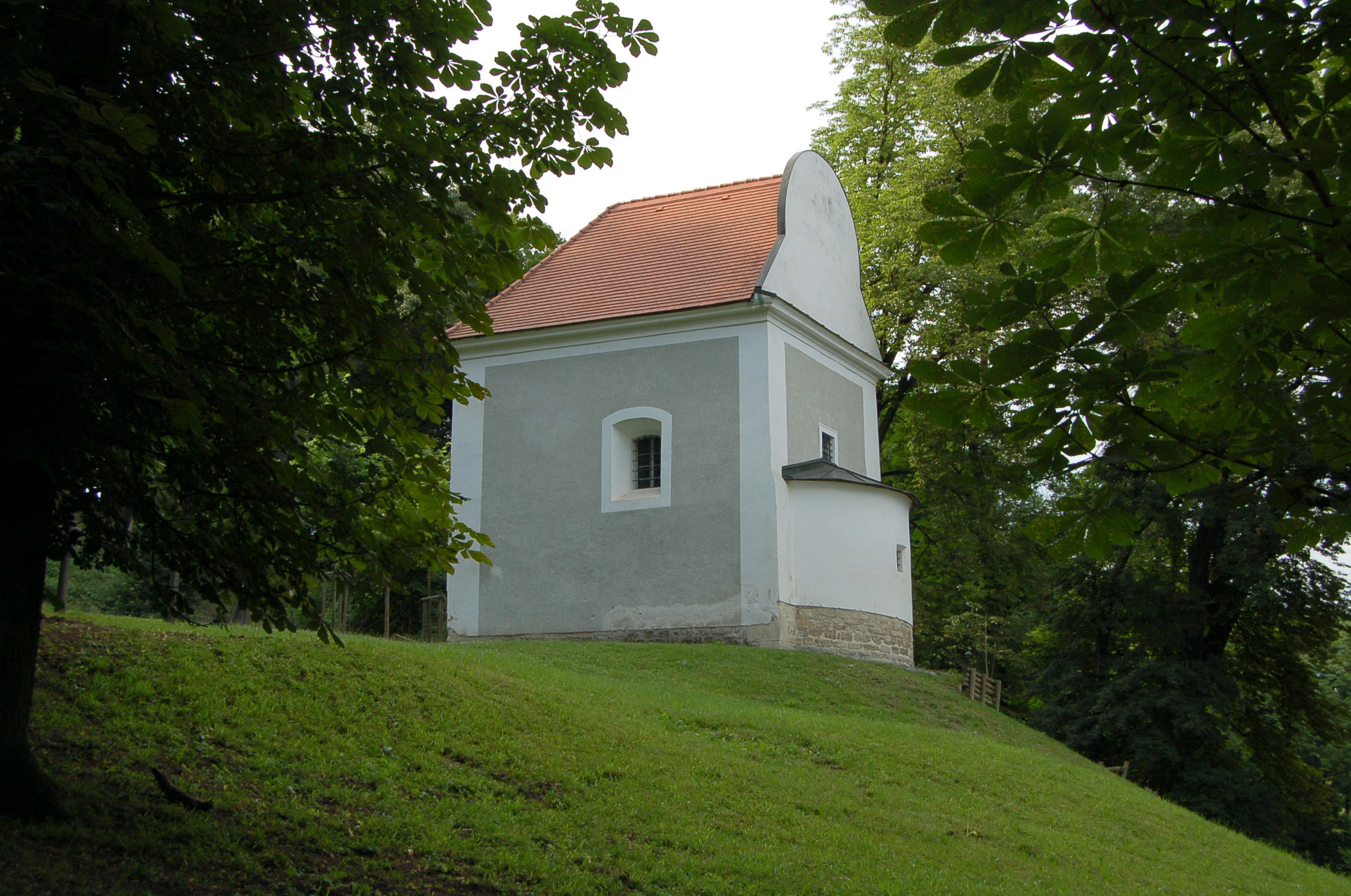
Nikolaikapelle, Blick auf Apsis und Giebel

Ursprünglich handelte es sich bei der Kapelle um einen schlichten romanischen Bau über rechteckigem Grundriss mit eingezogener Halbkreisapsis. Im Zuge der 1735 vorgenommenen Renovierung erhielt sie drei große Fenster sowie eine blaugrauen Rieselputz und Ortsteinketten an den Ecken. Das heutige Aussehen mit einem Halbwalmdach sowie geschwungenem Giebel ist das Ergebnis der Renovierung der Jahre 1835–1837.

## Brauchtum
Um den 20. September herum wird seit etwa 300 Jahren vor der Nikolaikapelle oder in der Kirche von Mariabrunn eine Eustachiusmesse gefeiert.

## Sonstiges
Der Namenspatron der Kapelle fungierte später auch als „Namensgeber“ für
- den Nikolaiberg (268 m), an dessen Osthang sie liegt,
- das bei der Kapelle situierte Nikolaitor des Lainzer Tiergartens,
- die zu diesem führende Nikolausgasse (13. Bezirk),
- den nördlich des Berges gelegenen Nikolaisteg über den Wienfluss und
- die Nikolaibrücke, die den Wienfluss über dem Steg in Hochlage schräg querende Brücke der Hadikgasse (B1, Stadtausfahrt zur A1 Westautobahn).

Die Straßenbauabteilung des Wiener Magistrats verwendet(e) außerdem die Begriffe
- Nikolaihochstraße[1] bzw.
- Nikolaihangbrücke[2]

für den in Hochlage verlaufenden Teil der Hadikgasse von der Hütteldorfer Brücke nach Westen bis zur Nikolaibrücke. Die Nikolaihangbrücke scheint auch auf Stadtplänen auf.

## Weblinks

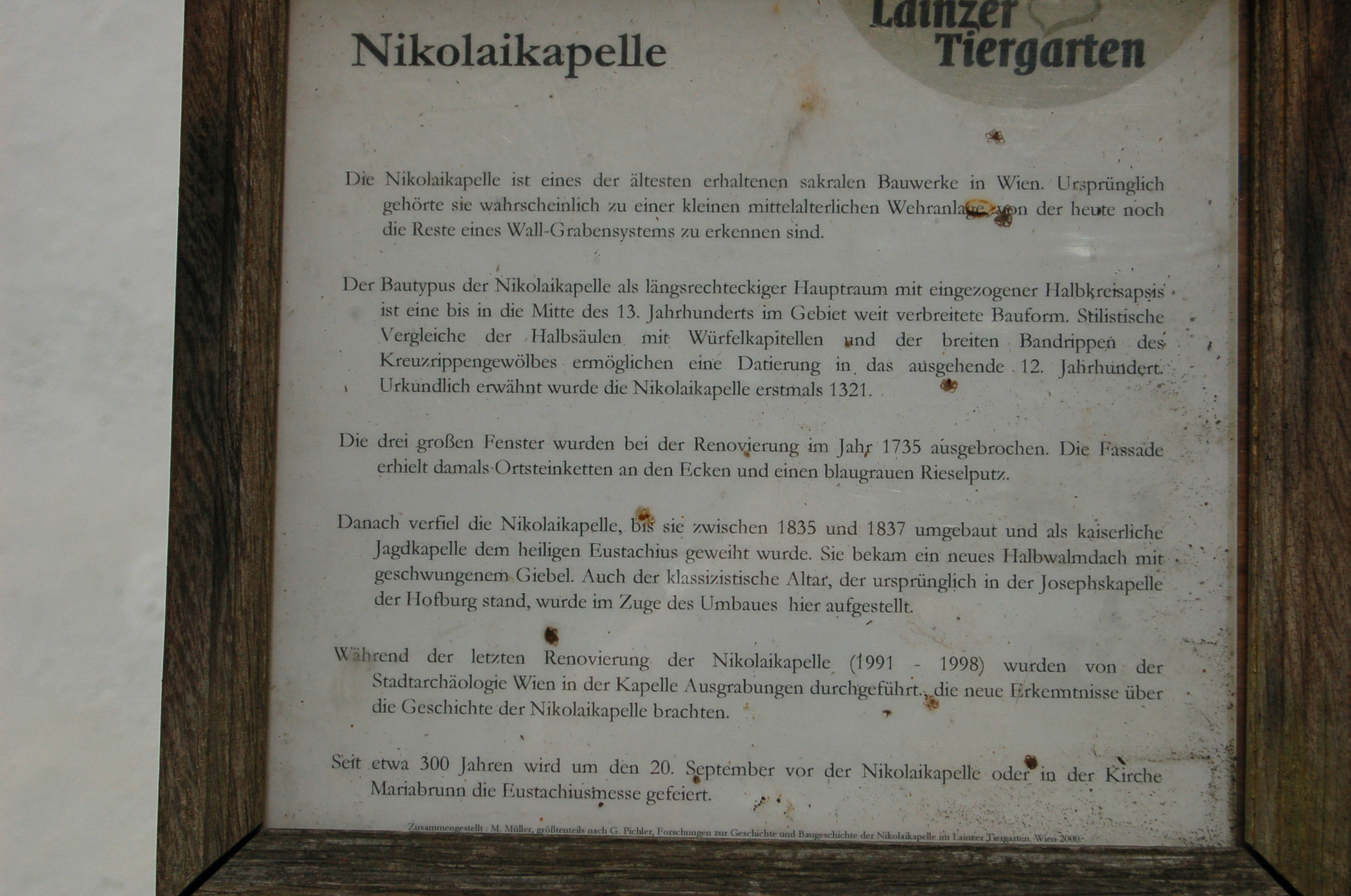
Informationstafel bei der Kapelle